# Sedum meyeri-johannis
Sedum meyeri-johannis är en fetbladsväxtart som beskrevs av Adolf Engler. Sedum meyeri-johannis ingår i Fetknoppssläktet som ingår i familjen fetbladsväxter. Inga underarter finns listade i Catalogue of Life.